# Андрієвка (Біляєвський район)
Андрі́євка (рос. Андреевка) — село у складі Біляєвського району Оренбурзької області, Росія.

## Населення
Населення — 122 особи (2010; 151 у 2002).
Національний склад (станом на 2002 рік):
- росіяни — 45 %
- українці — 37 %